# Геррі мет де Блес
Геррі мет де Блес (нід. Herri met de Bles, між 1500 та 1510 — бл. 1555) — фламандський (південнонідерландський) художник, один з засновників європейського пейзажного живопису.

## Життєпис
Про життя художника майже нічого достовірно не відомо. Зокрема, невідомо його прізвище. Прізвисько «мет де Блес» — «з білою плямою» — він, ймовірно, отримав по білому локону в волоссі. Він також носив італійське прізвисько «Чиветта» («сова») — так як його монограмою, яку він використовував як підпис до своїх картин, була маленька фігурка сови. Знано лише про місце народження — Бувіне-сюр-Мез (тоді графство Намюр). Більшу частину кар'єри Херрі мет де Блес провів в Антверпені.
Вважається, що він був небожем Йоахіма Патініра, і справжнє ім'я художника було Геррі де Патінір. В усякому разі, у 1535 році якийсь Геррі де Патінір вступив до антверпенської гільдії Св. Луки.
Геррі мет де Блеса також зараховують до групи південнонідерландських художників — послідовників Ієроніма Босха, разом з Яном Мандейном, Яном Велленсом де Коком і Пітером Гейсом. Ці майстри продовжували традиції фантастичного живопису Босха, і їх творчість іноді називається «північним маньєризмом».
За одними даними, художник помер в Антверпені, за іншими — у Феррарі, при дворі герцога де Есте. Невідомий ні рік його смерті, ні сам факт, чи бував він коли-небудь в Італії.

## Творчість
Геррі мет де Блес малював здебільшого за зразком Патініра — пейзажі, на яких також зображені багатофігурні композиції. В пейзажах ретельно передана атмосфера. Типово для нього, як і для Патініра, стилізоване зображення скель. При цьому часто поєднував пейзаж із релігійною тематикою («Шлях на Голгофу», «Пейзаж з Мойсеєм перед палаючим кущем», Остання поява Ісуса перед учнями, «Пейзаж з принесенням Ісаака», «Рай», «Пейзаж при зустрічі на дорозі в Еммаус»).